# KGet
KGet（ケーゲット）は KDE の自由ソフトウェアのダウンロードマネージャである。

## 特徴
- FTP、HTTP や HTTPS を通したファイルのダウンロード。
- ファイルのダウンロードの中止や再開、ダウンロードのやりなおし機能。
- 現在行っているダウンロードについての多くの情報の表示。
- システムトレイへの組込み。
- Konqueror ウェブブラウザとの統合。
- チェックサムなどの情報を付随した、ダウンロードする複数の URL を含む Metalink のサポート